# San Luis de la Loma
San Luis de la Loma es una localidad situada en el municipio de Técpan de Galeana, en el Estado de Guerrero (México). Tiene 11.090 habitantes. San Luis de la Loma está a 20 metros de altitud sobre el nivel del mar. Se ubica 17º 16´N, longitud 100º 33´O.
Por este poblado pasa la carretera nacional Carretera Acapulco - Zihuatanejo. San Luis de La Loma es uno de los pueblos más poblados del Municipio de Técpan de Galeana. su clima es Cálido/Tropical con precipitaciones en verano.

## Agricultura
El principal producto agrícola cultivado en el poblado es el mango (a diferencia de su pueblo vecino San Luis San Pedro que produce más la ganadería) contando con diferentes variedades (ataulfo, malina, niño, bola). El producto de esta localidad es muy apreciado por su calidad y reconocido a nivel nacional. 

## Transporte público
San Luis de la Loma cuenta con dos sitios de taxis, uno de ellos de tipo "Mixta". Además, cuenta con urvans y camionetas pasajeras con ruta:
- San Luís de la Loma - Técpan de Galeana

- San Luís de la Loma - El Trapiche

- San Luís de la Loma - San Luis San Pedro

- San Luís de la Loma - Puerto Vicente Guerrero

En la localidad se encuentra una estación de autobuses, donde se pueden tomar los autobuses Estrella de Oro, Estrella Blanca y Costa Line con destino a las principales ciudades del Estado de Guerrero y  Ciudad de México. Además, cuenta con su propia terminal de Autobuses llamada Autotransportes ACA con destino San Luís de la Loma - Acapulco de Juárez.

## Historia
Otorgándosele el nombre de Zihuatlan (de la lengua Nahoa que significa "tierra donde habitan muchas mujeres"). En 1700 durante la Santa Inquisición fue renombrado por dos monjas católicas conocidas como las niñas Soberanis, originarias de Apatzingán, Michoacán, llamándose desde ese entonces San Pedro Apóstol. En 1723 las niñas Soberanis decidieron extender el poblado más allá e hicieron un pequeño barrio al cual llamaron Barrio de la Loma (la loma que inspiró a las monjas es el actual mercado de la localidad) tiempo después renombrado como San Luis Rey. Antes eran un solo pueblo con la localidad de San Luis San Pedro sin división política y los habitantes se acostumbraron a llamarlo San Luis San Pedro uniendo los 2 nombres, debido a esa costumbre San Luis Rey se volvió San Luis de la Loma y San Pedro Apóstol se convirtió en el actual San Luis San Pedro.

## Servicios
Cuenta con los siguientes servicios:
- SSA (centro de salud rural)
- Clínica Médica (San Luis Rey)
- Farmacia (Similares, Farma y Más, Cristo Rey, San Judas Tadeo, Divino Niño Jesús, etc.)
- Alumbrado público
- Agua potable y alcantarillado
- Telefonía (Telmex, Telcel)
- Internet (Prodigy Infinitum)
- Televisión por cable (Telecable San-San)
- Televisión satelital ( Sky, Dish )
- Tienda de conveniencia (Tienda Neto, Oxxo)
- Hoteles (Hotel Ruiz, Hotel Anita)
- Banco Azteca
- Telecomm-Telégrafos

## Educación
El poblado cuenta con centros educativos públicos desde nivel preescolar hasta bachillerato:
Preescolar
- Prof. Gabriela Mistral
- Amado Nervo

Primaria
- Gral. Hermenegildo Galeana
- Prof. Romana Acosta Berdeja
- Primaria Rafael Ramírez

Secundaria
- Escuela Secundaria Técnica Industrial Núm. 180 "Valente de la Cruz Alamar"

Bachillerato
- Colegio de Bachilleres Plantel 14-A

Educación Especial
- CAM 55N

Así mismo, cuenta con centros de enseñanza y formación privada:
- Academia de inglés y comercio George Washington
- Instituto de capacitación Informática

## Personajes ilustres
- Valente de la Cruz: Profesor que intervino en la Revolución mexicana

## Fiestas y tradiciones
Las fiestas celebradas en la localidad son de tipo cívicas y religiosas:
- 17 al 21 de mayo: Fiestas charras Valente de la Cruz.
- 21 de mayo: Desfile en honor al profesor Valente de la Cruz.
- 25 de agosto: Fiesta patronal San Luis Rey de Francia.
- 3 y 4 de noviembre: Torneo regional de pesca de robalo de orilla.
- 11 de diciembre: Fiesta y Velada a la Virgen de Guadalupe.

## Atractivos turísticos
- Barra de San Luis de la Loma

## Gastronomía
San Luis de la loma cuenta con una extensa variedad de platillos, entre los que destacan:
- Relleno de puerco
- Pescado en chile verde
- Tiritas de pescado
- Aporreadillo
- Pozole (verde o blanco de pollo o de puerco)
- Iguana en chile verde
- Nacatamales
- Tamales nejos